# Penalves
Penalves (anteriormente Penalva y más antiguamente Penalva de Regufe) es un barrio de la ciudad de Póvoa de Varzim, situado en la parte Matriz/Mariadeira.

Penalva es un nombre formado por la raíz celta pen que significa «peña» con el cualitativo «alva», o sea, piedra blanca. En el siglo XVII fue introducida la variante Penalves, que permanece hasta hoy.

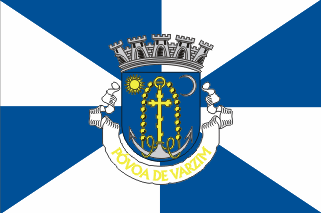
Bandera de Póvoa de Varzim.

- Datos: Q5667112